# Andevärlden
Andevärlden är en term i religionsvetenskap och antropologi liksom ett begrepp i en del religioner och liknande andliga världsbilder. Den antyder en föreställning om att det förutom vår fysiska värld också finns en gudomlig eller andlig värld, mer eller mindre parallell med vår, men som vi inte kan uppleva med våra fem sinnen. Världarna tänks i regel som i stånd att påverka varandras öden, varför det blir viktigt att hålla sig väl med andevärlden, så att den sedan påverkar en själv positivt, och så vidare. I många traditioner anses andevärlden också, i en eller annan form, vara det ställe man kommer till när man dör.
Inom buddhismen tror man tex att nästan alla går vidare till en annan livsform efter sin död.
Olika andliga traditioner har olika sätt att komma i kontakt med andevärlden. I många religioner anses bön eller meditation vara ett sätt. Så kallade medier, profeter eller munkar/nunnor anses ofta ha bättre kontakt med den. Schamanism är också ett sådant sätt.